# Hatti (langue)
Pour les articles homonymes, voir Hatti.
Le hatti est une langue morte agglutinante ne se rattachant à aucune famille linguistique connue,. Elle a été parlée en Anatolie jusqu'au début du IIe millénaire avant l'ère chrétienne par les Hattis.
Elle fut utilisée en tant que langue liturgique par les Hittites jusqu'à la chute de leur empire, vers 1200 av. J.-C. Le hatti fut ainsi un important substrat du hittite.
Bien qu'aucun texte hatti écrit par le peuple du même nom ne nous soit parvenu, les Hittites ont écrit le hatti au moyen de l'écriture cunéiforme, en faisant précéder les passages dans cette langue du mot hattili. 

## Voir également
- Hatti (peuple)
- Hittites
- Hittite (langue)